# Stenandrium nanum
Stenandrium nanum är en akantusväxtart som först beskrevs av Standley, och fick sitt nu gällande namn av T.F. Daniel. Stenandrium nanum ingår i släktet Stenandrium och familjen akantusväxter. Inga underarter finns listade i Catalogue of Life.